# Tramwaje w Gifu

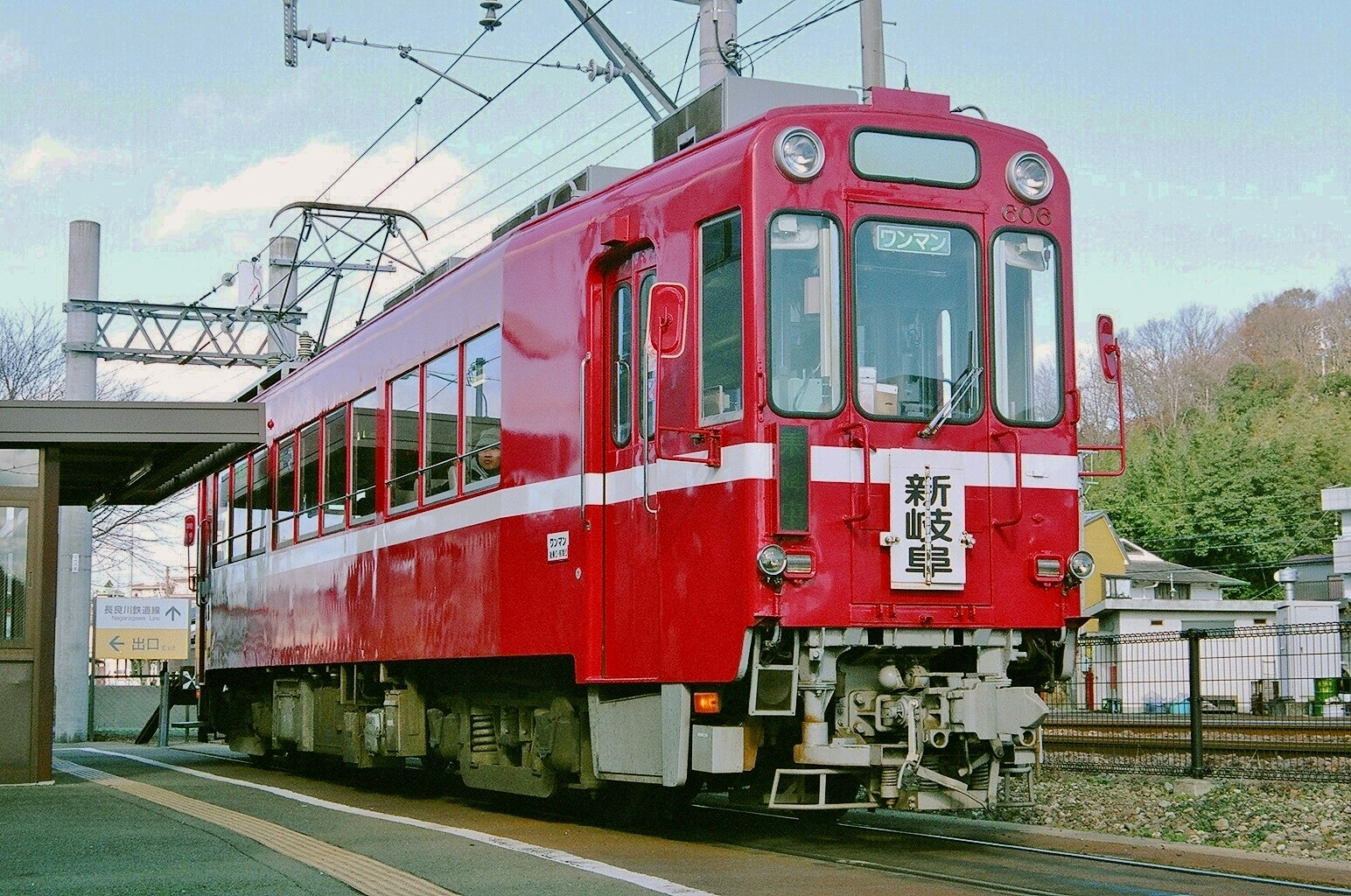
Tramwaj serii 600 o nr 606

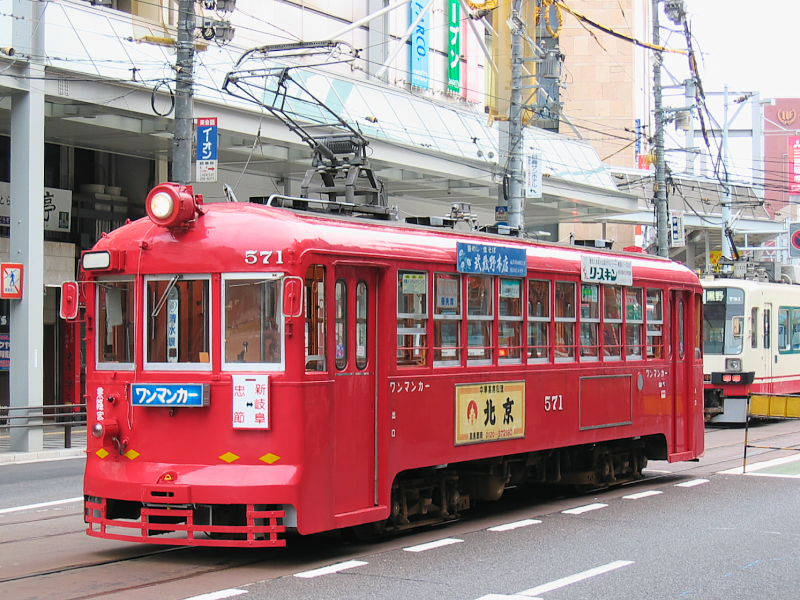
Tramwaje serii 570 o nr 571

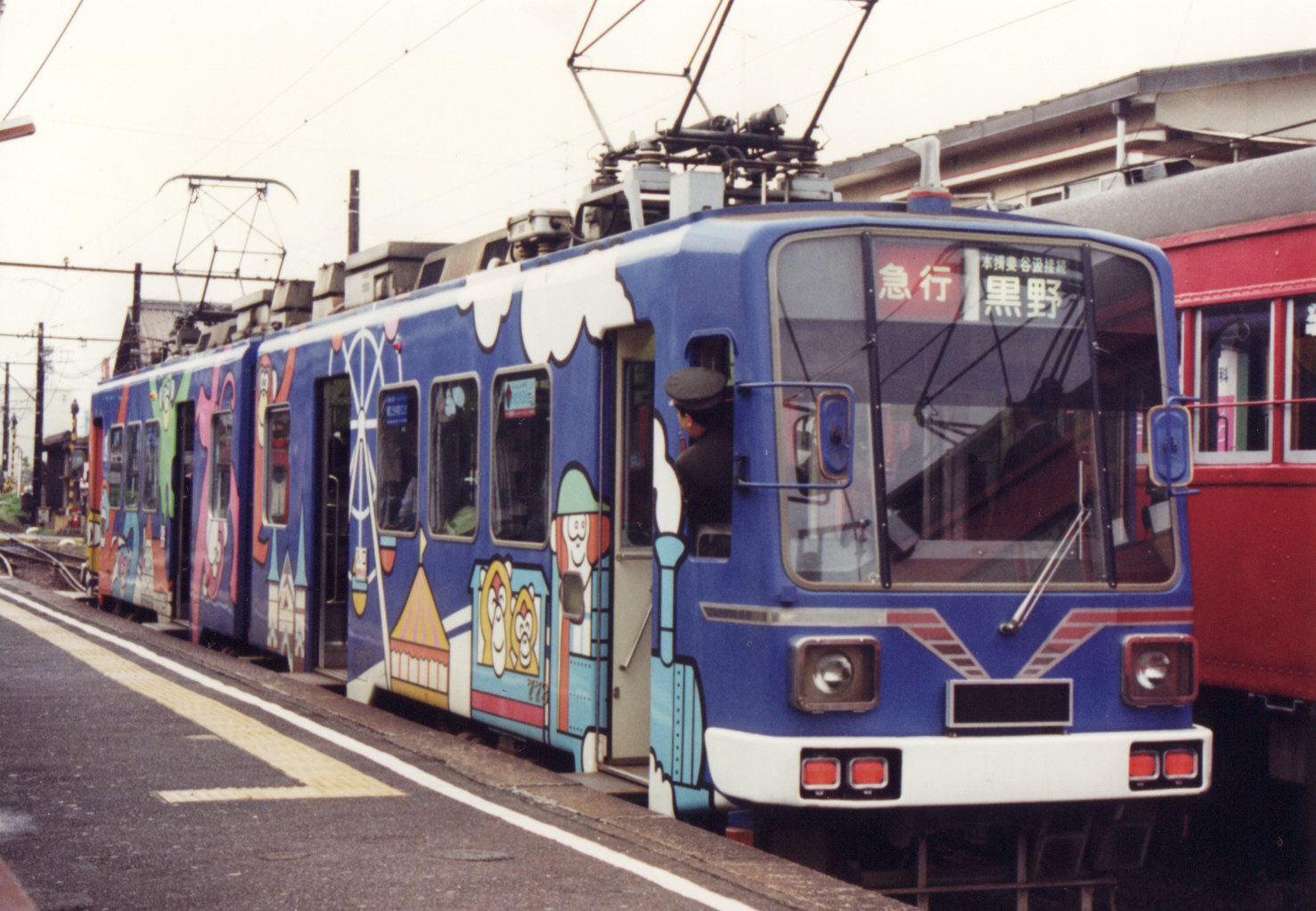
Tramwaj serii 770

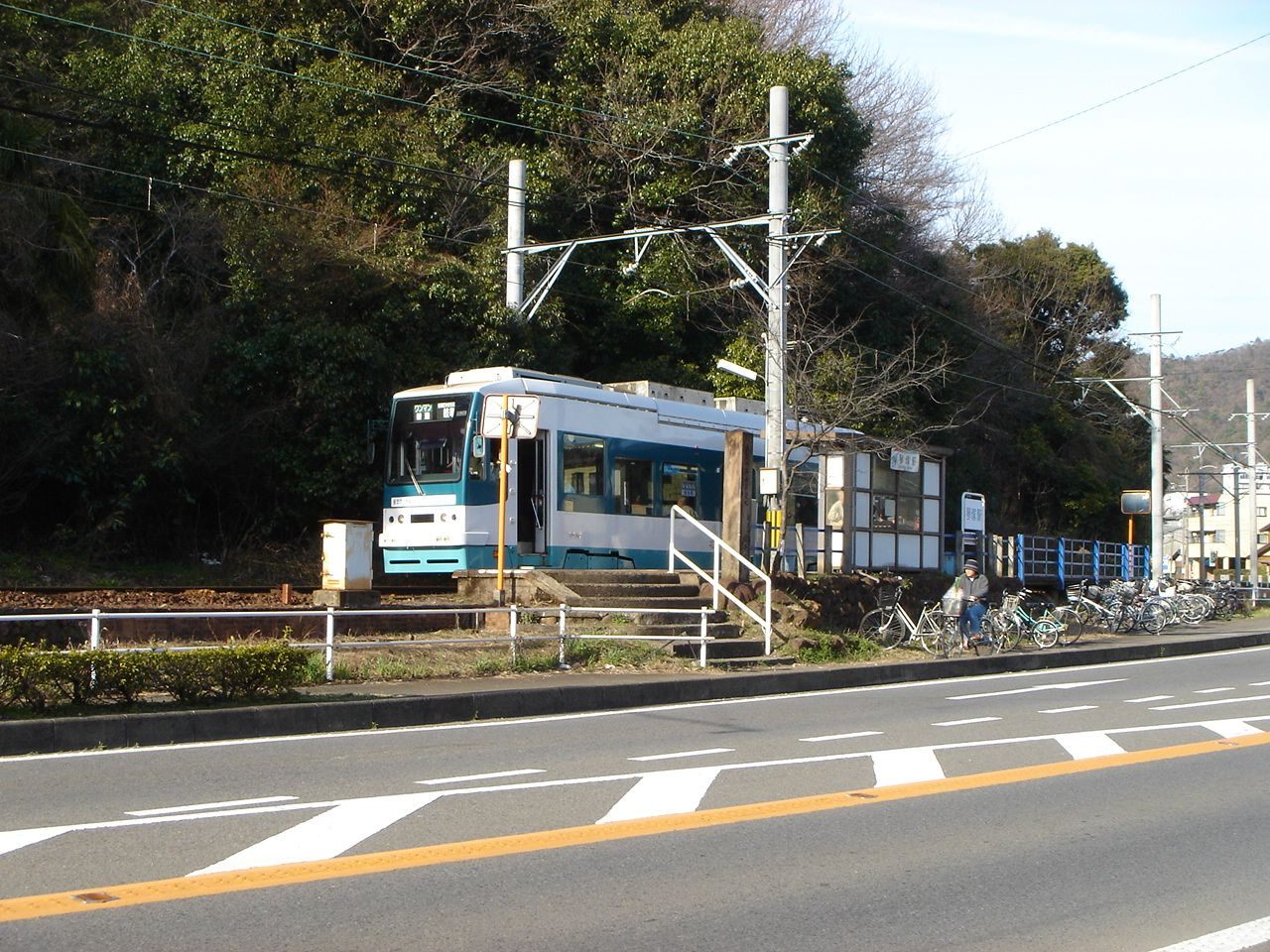
Tramwaj serii 800

Tramwaje w Gifu – zlikwidowany system komunikacji tramwajowej w japońskim mieście Gifu.

## Historia
W ciągu całego okresu istnienia tramwajów w Gifu miasto posiadało łącznie sieć 7 połączeń oznaczonych nazwami. Pierwszą linię (Gifu Shinai) otwarto w 1909, a ostatnie 4 (Gifu Shinai, Minomachi, Ibi oraz Tagami) zlikwidowano w 2005.

### Linia Gifu Shinai
Jako pierwszą uruchomiono linię Gifu Shinai. 11 lutego 1909 otwarto pierwszy odcinek tej linii z Gifu Ekimae do Yanagase. 20 listopada 1915 przedłużono linię z Yanagase do Nagara Kitamachi. W 1925 wybudowano linię Tetsumeicho – Chusetsu (most Chusetsu). 1 czerwca 1988 zlikwidowano odcinek Tetsumeicho – Nagara Kitamachi. Linia została zamknięta w 2005.

### Linia Minomachi
Pierwszy odcinek tej linii o długości 26,5 km otwarto 11 stycznia 1911 na trasie: Gifu (Gifu Yanagase) – Minomachi. 1 kwietnia 1999 zlikwidowano końcowy fragment linii o długości 6 km z Seki do Minomachi. Ostatecznie linię zamknięto w 2005.

### Linia Takatomi
W latach 1913–1960 działała linia Takatomi. Trasa linii o długości 5,3 km prowadziła z Nagarakitamachi do Takatomi.

### Linia Ibi
Pierwszy fragment tej linii otwarto 29 marca 1914 na trasie: Chusetsu – Minokitakata. 6 kwietnia 1926 linię wydłużono z Minokitakata do Kurono. 17 grudnia 1967 otwarto ostatni odcinek linii od Kurono do Honibi. 1 października 2001 zlikwidowano odcinek Kurono – Honnibi. Linię zlikwidowano w 2005.

### Linia Kagamishima
W 1924 otwarto linię Kagamishima. Trasa linii o długości 4,4 km wiodła z Sennjyudou (pomiędzy Tetsumeicho i Chusetsu) do Nishi Kagamishima. Linię zamknięto w 1964.

### Linia Tanigumi
Linia została otwarta w 1926. Trasa linii o długości 11,2 km przebiegała z Kurono do Tanigumi. Linia została zamknięta w 2001.

### Linia Tagami
Linię Tagami o długości 1,4 km otwarto 25 czerwca 1970. Linia ta połączyła linie Minomachi i Kagamihara z linią Gifu Shinai. Linię zlikwidowano w 2005.

## Tabor
Na sieci tramwajowej w Gifu eksploatowano kilka typów tramwajów:
| Seria | Lata produkcji  | Producent     | Liczba egzemplarzy |
| ----- | --------------- | ------------- | ------------------ |
| 510   | 1926            | Nippon Sharyo | 2 (w 2005)         |
| 570   | 1950, 1953–1954 | Nippon Sharyo | 3 (w 2005)         |
| 590   | 1957            | Nippon Sharyo | 3                  |
| 870   | 1965            | Tokyu Sharyo  | 2 (w 2005)         |
| 600   | 1970            | Nippon Sharyo | 1 (w 2005)         |
| 880   | 1980            | Nippon Sharyo | 5                  |
| 770   | 1987–1988       | Nippon Sharyo | 5                  |
| 780   | 1997–1998       | Nippon Sharyo | 7                  |
| 800   | 2000            | Nippon Sharyo | 3                  |

Po likwidacji linii część tramwajów została sprzedana do innych spółek.